# Kenneth Koole
Kenneth Koole is een Surinaams voormalig docent en politicus. Hij doceerde aan de Universiteit van Suriname en was minister van Natuurlijke Hulpbronnen.

## Biografie
Kenneth Koole studeerde af als ingenieur (ir.) en werkte daarna als docent geodesie aan de faculteit voor Natuurtechnische Wetenschappen van de Universiteit van Suriname. Hij ging eind jaren 1970 enkele malen voor een vervolgstudie naar andere landen, zoals Spanje, Zwitserland en de Verenigde Staten.
Op 28 juni 1985 nam hij de functie van minister van Natuurlijke Hulpbronnen, Energie en Bosbouw over van Erik Tjon Kie Sim die het ministerie van Buitenlandse Zaken had overgenomen van premier Wim Udenhout. Koole zat zijn functie tot aan het eind van het kabinet-Udenhout II op 16 juli 1986 uit. Dit was gedurende de jaren van het militaire regime in Suriname. In december 1985 nam Suriname onder zijn ministerschap Bruynzeel over voor 275.000 gulden. Aanvankelijk had Nederland nog vijf miljoen gulden voor deze aandelen gevraagd. Het bedrijf was inmiddels verouderd en verlieslijdend.